# Звернец
Звернец е остров в лагуната Нарта, Южна Албания.
Островът е почти изцяло покрит с високи борове. Дълъг е 430 метра и широк 300 метра. Звернец е свързан с брега чрез 270 метров дървен мост.
На острова се намира добре запазената византийска едноименна крепост, построена през 14 век, което прави малкото островче голяма туристическа атракция.